# Raymond Scott
Raymond Scott, all’anagrafe Harry Warnow (Brooklyn, 10 settembre 1908 – Los Angeles, 8 febbraio 1994), è stato un compositore, musicista e inventore statunitense ricordato dal grande pubblico come un brillante pianista, direttore d’ensemble jazz e soprattutto come l’autore delle più riuscite colonne sonore per i cartoni animati della Warner Bros. (Bugs Bunny, Porky Pig, Daffy Duck, Looney Tunes, Merrie Melodies).
La sua persona e le sue opere sono state riscoperte a partire dagli anni novanta, dopo la morte, grazie a testimonianze donate alla stampa da musicisti come Elvis Costello e da personalità quali Robert Moog. Le qualità di inventore e progettista di Raymond Scott vennero quindi gradualmente note nel tempo. È considerato uno dei più importanti ingegneri elettrotecnici ed elettronici nel campo delle tecnologie applicate alla composizione ed esecuzione musicale. Molti dei suoi vecchi brevetti sono stati acquistati da importanti aziende per la creazione di macchine destinate ai musicisti di tutto il mondo, questo già a partire dagli anni sessanta e settanta del secolo scorso.

## Biografia

### Le esperienze giovanili
Diplomatosi in pianoforte, composizione, teoria e solfeggio a Brooklyn nel 1931, in parallelo agli studi come elettrotecnico e ad una esperienza di studio universitario in elettronica (non riuscì ad ottenere però la laurea), venne introdotto già nel 1934 all'interno dell'orchestra della CBS  come pianista. L'appoggio del fratello Mark fu decisivo in quanto lo stesso era all'epoca direttore della stessa orchestra radiofonica.
Due anni più tardi formò con alcuni musicisti fuoriusciti dalla stessa orchestra il suo primo ensemble da camera, il Raymond Scott Quintette; i membri della band erano Johnny Williams (percussioni), Bunny Berigan (tromba), Pete Pumiglio (clarinetto), Louis Shoobe (basso acustico) e Dave Harris (sassofono); lo stesso Harry, che già aveva adottato definitivamente lo pseudonimo che porterà per tutta la sua carriera, si esibiva al pianoforte. Le apparizioni dal vivo della band erano a base di improvvisazioni jazz e swing, ben accolte dalla stampa specializzata dell'epoca, tanto da far ottenere a Raymond e al suo quintetto un primo contratto discografico con la Columbia Records.

### Il successo
A partire dal 1936 vengono stampati i primi dischi a 78 giri che riportano in copertina e nei crediti il nome di Scott: Powerhouse, Reckless Nights, Turkish Twilights, The Toy Trumpet.
Il successo ottenuto dalle buone vendite dei primi dischi apre al giovane Raymond le porte dello star business: nel 1937 comincia a realizzare colonne sonore per i film di Hollywood (sino al 1945 firmate come Raymond Scott Quintette, o Raymond Scott Orchestra, in seguito con il solo nome d'arte), nel 1938 assume la carica di direttore artistico presso la CBS (Radio), nel 1940 mette insieme un'intera orchestra a suo nome, nel 1941 accompagna al pianoforte Frank Sinatra, nel 1943 inizia a lavorare in pianta stabile per la Warner Bros. come compositore di colonne sonore per cartoni animati, a partire dal 1944 scrive, realizza e presenta personalmente programmi musicali radiofonici.

### Le prime invenzioni
Le esperienze radiofoniche giovanili avevano profondamente impressionato Raymond Scott, attratto dalle tecniche di registrazione e manipolazione del suono; assistette personalmente al passaggio dal sistema di registrazione sonora a filo, a quello tramite nastro magnetico. Fin dalla fine degli anni '30 cominciò a progettare alcuni sistemi elettro-meccanici per la creazione del suono, ed elettronici per la trattazione in studio, come ad esempio equalizzatori, banchi mixer ed effetti di riverbero ed eco a valvole (valvolari). Presentò pubblicamente attraverso il mezzo radiofonico le sue prime realizzazioni, come ad esempio “La macchina orchestra” (un sistema più meccanico che elettrico di programmazione ed esecuzione musicale automatica).
Mentre Karlheinz Stockhausen, John Cage, David Tudor, Pierre Schaeffer, cercavano d'introdurre il suono elettronico all'interno degli ambienti accademici, Raymond Scott lo aveva già inviato via etere all'interno delle case, nei padiglioni auricolari della gente, senza provocare traumi in quanto per il “Raymond inventore” la macchina doveva, sin dalle sue prime idee in merito, servire il musicista o il fonico, e non divenire semplice oggetto di culto, protesta reazionaria o intellettualoide. Sin dalle sue prime esecuzioni per apparati elettronici del 1938 era evidente l'intento di far eseguire alla macchina vari generi musicali, tra cui il jazz e la musica classica, senza tuttavia creare facili cacofonie ed anticipando di 30 anni la nascita del “pop elettronico”, da Gershon Kingsley ai Kraftwerk.

### Dal Manhattan Research Inc. al Sintetizzatore sonoro della CBS
Nel 1946, a New York, Raymond Scott, realizza nella pratica e dà il via al progetto denominato Manhattan Research Inc., che nulla aveva a che fare con il più noto Progetto Manhattan ad opera dei servizi militari statunitensi.
Scott costruisce un laboratorio, denominato appunto Manhattan Research all'interno del quale la musica poteva venire composta, realizzata e registrata attraverso il solo ausilio delle macchine. Lo studio si presentava come un grande stanzone pieno zeppo di apparati elettro-meccanici ed elettronici, ideati, progettati e costruiti dallo stesso Scott. Il progetto prevedeva anche una divisione commerciale, denominata Raymond Scott Enterprises Inc, dedicata alla costruzione di apparati sonori per radio, laboratori e studi di registrazione; inoltre la stessa società era parallelamente collegata ad alcuni studi radiofonici, televisivi e all'industria cinematografica. Dal 1946 inizia infatti il periodo della lavorazione su commissione per commenti sonori elettronici dedicati a spot pubblicitari (IBM, Sprite, Pepsi, Nescafé, County Fair, General Motors, Ford, e molti altri commissionati da aziende farmaceutiche, società multinazionali, società governative e agenzie di moda).
Il Manhattan Research Studio era equipaggiato con meccanismi automatici percussivi (quelle che vengono denominate drum machine), sintetizzatori di onde quadre programmabili per la realizzazione di linee di basso (quelli che si conoscono come console bass line), oscillatori controllati in frequenza e in tensione (di fatto per stessa ammissione di Robert Moog, la sua geniale idea di realizzare nel 1967 il primo sintetizzatore sonoro controllato in tensione, proveniva proprio dalle precedenti invenzioni di Scott, di cui rimase sempre amico e profondo estimatore), tastiere elettroniche valvolari che emulavano il suono di pianoforte, celeste, organo a canne, ecc…, controlli a fiato formati da flauti meccanici collegati a sensori elettronici (quelli che sarebbero divenuti negli anni ottanta i breath control, conosciuti più di recente come strumenti a fiato elettronici), senza contare gli innumerevoli sistemi di manipolazione sonora, dall'eco al phase shifter, e ai pannelli di sincronizzazione per la registrazione attraverso nastri magnetici e console di missaggio.
Inoltre il laboratorio era equipaggiato con una sorta di macchina da scrivere, un dattilomusicografo, con il quale il musicista scriveva la musica ed in seguito una serie di apparati automatici la riproduceva, magari con sonorità limitate, metalliche e monofoniche, tuttavia l'era della computer music iniziava proprio all'interno di quel laboratorio che durante gli anni cinquanta sarebbe stato modificato e aggiornato tecnologicamente più volte.
Nel 1949 Raymond Scott venne ingaggiato sempre dalla CBS per la costruzione di quello che molti sostengono sia stato il primo sintetizzatore musicale della storia, il CBS Synthesizer.

### Wall of Sounds, il primo sequencer nella storia della musica
Robert Moog raccontò alla stampa (nel 1998) di essere stato nel 1953 tra i primi a veder funzionare un sequencer musicale elettromeccanico proprio all'interno del Manhattan Research Studio. La realizzazione pratica di questo apparato era durata tre anni; dal 1950 al 1953 Scott aveva realizzato un macchinario che copriva l'intera parete dello studio. Questo era completamente automatizzato in quanto dotato di molte interfacce per l'utente. Il musicista poteva programmare la macchina a proprio piacimento, scegliendo note, tempo, suoni e relative altezza; di seguito la macchina tramite una sofisticata tecnologia basata su relè e schede elettroniche faceva tutto da sola ed eseguiva il brano per tutto il tempo necessario, anche all'infinito se ce ne fosse stato bisogno.

### Raymond Scott, compositore e musicista
Raymond Scott continuò tuttavia a comporre musica per orchestra, per ensemble acustici, ad eseguire musiche per film, cartoni animati, documentari e spot pubblicitari; a pubblicare album musicali di vario genere e non soltanto come musicista elettronico. Molto apprezzato fu per anni il suo genio creativo da impresari cinematografici, registi, critici musicali e importanti dirigenti di case discografiche.
Si ritirò nel 1988 a seguito di gravi problemi cardiaci. Morì a Los Angeles l'8 febbraio del 1994.
Sebbene, durante la sua vita, molti artisti avessero avuto modo di eseguire le sue partiture per orchestra o per realizzazioni discografiche, fu dopo la sua morte che vari musicisti della scena pop, jazz e blues americana gli resero omaggio con tributi e cover.

## Invenzioni
- Nonostante quanto si crede comunemente, l'inventore del "controllo in tensione" per i sintetizzatori musicali, cioè l'apparato elettronico che permette di suonare attraverso una tastiera simile a quella del pianoforte le macchine elettroniche (tastiera musicale), non fu Robert Moog; è stato ormai consacrato come primo ideatore del sistema di "controllo in tensione" tramite il "comando CV" (Voltage Control) lo stesso Raymond Scott (brevetto numero 2779826).[2]
- Il Clavivox, uno dei primi sintetizzatori portatili, fu ideato da Scott nel 1954 (brevetto numero 2871745).[2]

## Discografia parziale

### Album
- The Raymond Scott Project: Vol. 1: Powerhouse (CD Stash Records)
- Reckless Nights & Turkish Twilights (CD Basta Records)
- 1962 - Soothing Sounds For Baby Volume I (1 to 6 months)  (Epic Records, LP)
- 1962 - Soothing Sounds For Baby Volume II (6 to 12 months) (Epic Records, LP)
- 1962 - Soothing Sounds For Baby Volume III (12 to 18 months) (Epic Records, LP)
- The Secret 7: The Unexpected (CD, Basta Audio-Visuals)
- Manhattan Research Inc. (CD Basta Records)
- Microphone Music (CD, Basta Audio-Visuals)
- Ectoplasm (CD, Basta Audio-Visuals)

## Filmografia parziale
- Una ragazza allarmante (Love and Hisses), regia di Sidney Lanfield (1937)
- Alì Babà va in città (Ali Baba Goes to Town), regia di David Butler (1937)
- Sally, Irene and Mary di William A. Seiter (1938)